# Integracja pozioma

Integracja pozioma na przykładzie branży samochodowej

Integracja pozioma, także integracja horyzontalna − w mikroekonomii i zarządzaniu strategicznym pojęcie opisujące rodzaj posiadania i kontroli.
Integracja horyzontalna może być osiągnięta poprzez wewnętrzną bądź zewnętrzną ekspansję, opierającą się na fuzjach i przejęciach przedsiębiorstw działających w tych samych branżach, na tym samym poziomie łańcucha wartości, oferujących takie same lub podobne produkty i usługi (np. producent samochodów łączy się z innym producentem samochodów). 
Integracja pozioma poprzez przejęcie rywala powoduje wzrost udziału nowo powstałego przedsiębiorstwa w rynku, co może powodować problemy w obszarze polityki antymonopolowej. Monopol stworzony poprzez integrację horyzontalną nazywany jest monopolem horyzontalnym.

## Korzyści
- Korzyści skali – osiągane poprzez wyższą sprzedaż tego samego produktu, np. poprzez ekspansję geograficzną.
- Korzyści zakresu – osiągane poprzez dzielenie wspólnych dla różnych produktów surowców, inaczej – synergia.
- Większa siła rynkowa (nad dostawcami, centrami dystrybucji i sprzedawcami detalicznymi).
- Redukcja kosztów handlu międzynarodowego poprzez fabryki operujące na rynkach zagranicznych[2].

Czasami korzyści mogą być pozyskiwane poprzez percepcję powiązań między produktami przez klientów, np. synergia może być osiągana poprzez korzystanie z jednej marki, w celu promocji wielu produktów czy usług. Jednakże takie rozwiązania mogą pociągać za sobą również niesprzyjające konsekwencje.
Zanim przedsiębiorstwo rozpocznie zwiększanie skali działalności poprzez integrację horyzontalną zarząd powinien być pewny, iż oczekiwane korzyści z tego płynące są realne.